# Meyer Lansky
Meyer Lansky, nato Meir Suchowlański (Hrodna, 4 luglio 1902 – Miami, 15 gennaio 1983), è stato un mafioso russo naturalizzato statunitense, esponente principale del cosiddetto "Sindacato ebraico".

## Biografia
(Meyer Lansky)
Lansky nacque a Hrodna, all'epoca denominata Grodno e capoluogo dell'omonimo governatorato russo (oggi parte della Bielorussia), il 4 luglio 1902 in una famiglia ebraica ashkenazita d'origine polacca. A causa di diverse esperienze antisemitiche patite in patria, culminate con un pogrom, la sua famiglia decise di emigrare negli Stati Uniti, a New York, nel 1911.
A scuola incontrò Lucky Luciano; questi dava protezione ai compagni di corso in cambio di denaro, ma Lansky si rifiutò di pagare; ebbe così iniziò una colluttazione, alla fine della quale i due divennero amici inseparabili. Lansky fu fondamentale nell'ascesa di Luciano nel mondo della malavita: fu lui che assoldò alcuni assassini ebrei per eliminare Salvatore Maranzano, che cospirava per l'uccisione di Luciano.

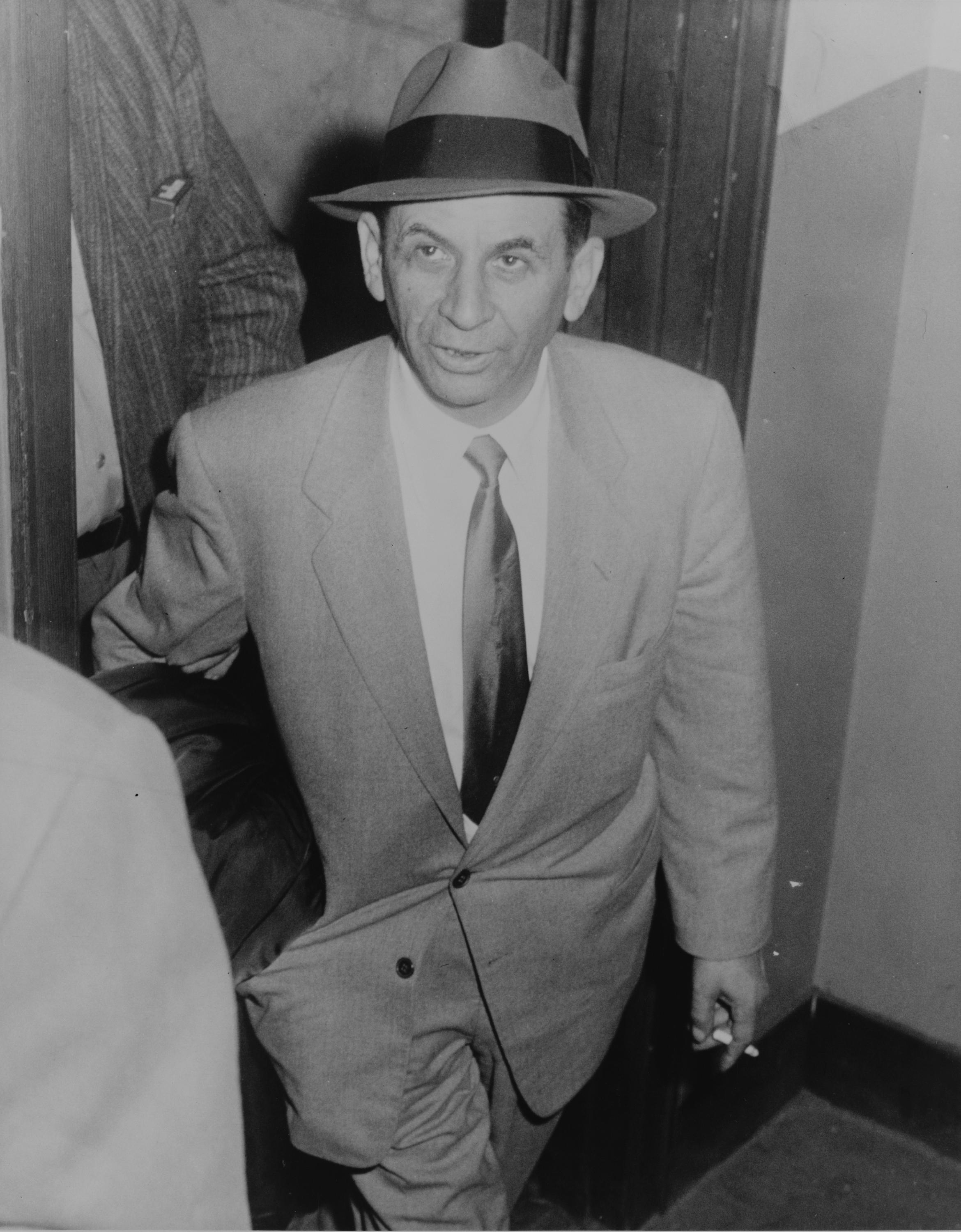
Meyer Lansky nel 1958

Lansky fu in combutta con molti altri gangster ebrei in auge dagli anni trenta in poi, tra cui Bugsy Siegel. Quando nel 1936 Luciano fu incarcerato, Lansky trasferì la propria sede operativa in Florida, a New Orleans e a Cuba. Assieme a Siegel fu uno dei promotori del progetto Las Vegas che avrebbe portato alla grande espansione della città del Nevada conosciuta per il gioco d'azzardo. Dopo la condanna per evasione fiscale di Al Capone, Lansky trasferì presso banche europee gran parte del denaro proveniente dall'attività dei casinò. Durante la seconda guerra mondiale fu usato dalla marina statunitense per scovare infiltrati e sabotatori tedeschi.
Nello stesso periodo cercò di difendere in varie riunioni di capimafia il suo socio Siegel, cui veniva imputato il fallimento del progetto Las Vegas, ma Siegel non riuscì a scampare al proprio destino e fu ucciso nel 1947. Negli anni sessanta Meyer Lansky - che nel frattempo aveva iniziato ad investire fondi di provenienza illecita nel business degli hotel - venne coinvolto in affari di droga, contrabbando, prostituzione ed estorsione. Problemi con il fisco lo costrinsero, verso la fine degli anni settanta, a fare aliyah in Israele, dove tentò, invano, di prendere la cittadinanza. Visse tre anni in Israele prima di tornare in Florida, dove morì nel 1983 a causa di cancro.

## Lansky nella cultura di massa
- Alla figura di Lansky è ispirato il personaggio di Hyman Roth nel film Il padrino - Parte II, interpretato da Lee Strasberg.
- Nella miniserie della NBC del 1981 I giorni del padrino, incentrata sulla storia della criminalità organizzata statunitense tra gli anni venti e quaranta, la figura di Lansky venne sostituita dal personaggio di Michael Lasker, interpretato da Brian Benben, per evitare che la rete potesse incappare in qualsivoglia controversia legale con l'interessato, all'epoca ancora vivente.
- Lansky figura tra i personaggi principali del film Bugsy (1991), incentrato sull'ultima parte della vita di Bugsy Siegel (interpretato da Warren Beatty), in cui viene interpretato da Ben Kingsley. Nello stesso anno il medesimo ruolo è stato impersonato da Patrick Dempsey nel film L'impero del crimine.
- La vita e carriera criminale di Lansky sono al centro del film televisivo del 1999 Lansky - Un cervello al servizio della mafia, in cui è interpretato da Richard Dreyfuss, affiancato da Eric Roberts nella parte di Bugsy Siegel e da Anthony LaPaglia in quella di Lucky Luciano.
- Meyer Lansky è stato interpretato da Dustin Hoffman nel film del 2005 The Lost City.
- Nella serie televisiva targata HBO Boardwalk Empire - L'impero del crimine, viene interpretato da Anatol Yusef.
- Nel film Legend Lansky non compare, ma viene nominato in quanto manda alcuni suoi emissari a Londra per stringere accordi con i gemelli Kray.
- Harvey Keitel interpreta il ruolo di Lansky in un omonimo film biografico del 2021, diretto da Eytan Rockaway.